# China Taipéi en los Juegos Mundiales de Breslavia 2017
China Taipéi fue uno de los 102 países que participaron en los Juegos Mundiales de 2017 celebrados en Breslavia, Polonia.
La delegación de Taipéi estuvo compuesta por un total de 62 atletas, 36 mujeres y 26 hombres que compitieron en
Los atletas de Taipéi consiguieron un total de ocho medallas, 1 de oro, 4 de plata y 3 de bronce, con lo cual ocuparon la posición 28 del medallero general.
| Oro | Plata | Bronce |
| --- | ----- | ------ |
| 1   | 4     | 3      |

## Delegación

### Balonmano playa
| Categoría                     | Femenil |
| ----------------------------- | --- |
| Plantel                       | Sz-Yu Lin Chia-Yun Chiang Li-Chuan Yu Nien-En Hsieh Szu-Yu Chen Rou-An Tang Yu-Hui Chang Chih-Shan Huang Shu-Fen Chen Chen Chen Chien |
| Fase de grupos                | # 0:2 (11:26, 10:15) # 0:2 (13:15, 15:16) # 0:2 (8:23, 11:26)                                                                         |
| Cuartos de final              | # 0:2 (14:27, 13:24) |
| Partidos de posicionamiento   | # 0:2 (16:21, 9:12) |
| Partido por el séptimo puesto | # 2:1 (23:15, 17:19, 6:5) |
| Posición                      | 7 |

### Billar
| Varonil       |      |                         |      |                  |      |               |           |              |           |           |           |           |
| Pin Yi Ko     | Pool | # Ronald Regli          | 11:2 | # David Alcaid   | 11:9 | # Jayson Shaw | 6:11      | # Naoyuki Oi | 9:11      | 4         |           |           |
| Femenil       |      |                         |      |                  |      |               |           |              |           |           |           |           |
| Chieh Yu Chou | Pool | # Ina Kaplan-Jentschura | 9:1  | # Chezka Centeno | 8:9  | eliminada     | eliminada | eliminada    | eliminada | eliminada | eliminada | eliminada |

### Bolos
| Atleta                         | Categoría  | Clasificación | Clasificación | Fase de grupos                      | Fase de grupos | Octavos de final | Octavos de final | Cuartos de final | Cuartos de final | Semifinal  | Semifinal  | Final      | Final      | Posición   |
| Atleta                         | Categoría  | Puntos        | Posición      | Oponente                            | Resultado      | Oponente         | Resultado        | Oponente         | Resultado        | Oponente   | Resultado  | Oponente   | Resultado  | Posición   |
| ------------------------------ | ---------- | ------------- | ------------- | ----------------------------------- | -------------- | ---------------- | ---------------- | ---------------- | ---------------- | ---------- | ---------- | ---------- | ---------- | ---------- |
| Femenil                        |            |               |               |                                     |                |                  |                  |                  |                  |            |            |            |            |            |
| Yu-Fen Pan                     | Individual | 1179          | 27            | –                                   | –              | eliminada        | eliminada        | eliminada        | eliminada        | eliminada  | eliminada  | eliminada  | eliminada  | eliminada  |
| Hsin-Yi Tsai                   | Individual | 1162          | 28            | –                                   | –              | eliminada        | eliminada        | eliminada        | eliminada        | eliminada  | eliminada  | eliminada  | eliminada  | eliminada  |
| Yu-Fen Pan y Hsin-Yi Tsai      | Dobles     | –             | –             | # Laura Beuthner Birgit Poppler     | 846:876        | –                | –                | eliminadas       | eliminadas       | eliminadas | eliminadas | eliminadas | eliminadas | eliminadas |
| Yu-Fen Pan y Hsin-Yi Tsai      | Dobles     | –             | –             | # Patricia De Faria y Karen Marcano | 825:869        | –                | –                | eliminadas       | eliminadas       | eliminadas | eliminadas | eliminadas | eliminadas | eliminadas |
| Yu-Fen Pan y Hsin-Yi Tsai      | Dobles     | –             | –             | # Yuhong Zhang y Chunli Zhang       | 838:794        | –                | –                | eliminadas       | eliminadas       | eliminadas | eliminadas | eliminadas | eliminadas | eliminadas |
| Varonil                        |            |               |               |                                     |                |                  |                  |                  |                  |            |            |            |            |            |
| Chin-Liang Hsieh               | Individual | 1214          | 30            | –                                   | –              | eliminado        | eliminado        | eliminado        | eliminado        | eliminado  | eliminado  | eliminado  | eliminado  | eliminado  |
| Kun-Yi Hung                    | Individual | 1309          | 21            | –                                   | –              | eliminado        | eliminado        | eliminado        | eliminado        | eliminado  | eliminado  | eliminado  | eliminado  | eliminado  |
| Chin-Liang Hsieh y Kun-Yi Hung | Dobles     | –             | –             | # Marshall Kent y Thommy Jones      | 888:941        | –                | –                | eliminados       | eliminados       | eliminados | eliminados | eliminados | eliminados | eliminados |
| Chin-Liang Hsieh y Kun-Yi Hung | Dobles     | –             | –             | # Andrés Gómez y Óscar Rodríguez    | 821:906        | –                | –                | eliminados       | eliminados       | eliminados | eliminados | eliminados | eliminados | eliminados |
| Chin-Liang Hsieh y Kun-Yi Hung | Dobles     | –             | –             | # Tobias Bording y Andreas Gripp    | 837:915        | –                | –                | eliminados       | eliminados       | eliminados | eliminados | eliminados | eliminados | eliminados |

### Juego de la soga
| Categoría      | Bajo techo femenil 540 kg                                                                                              |
| -------------- | --- |
| Atletas        | Huai-Yun Cheng Tzu-Yung Chen Ju-Chun Li Chia-Jung Tien Ting-Hsuan Li Chiaoiyi Kao Chia-Yi Kao Ting-Yi Huang Yun-Chi Li |
| Fase de grupos | # 3:0 # 3:0 # 3:0 # 3:0 # 3:0                                                                                          |
| Semifinal      | # 3:0 |
| Tercer puesto  | # 3:0 |
| Posición       | Medalla de oro |

### Karate
| Atleta      | Categoría     | Combate 1      | Combate 1 | Combate 2              | Combate 2 | Combate 3           | Combate 3 | Semifinal     | Semifinal | Final              | Final     | Posición         |
| Atleta      | Categoría     | Oponente       | Resultado | Oponente               | Resultado | Oponente            | Resultado | Oponente      | Resultado | Oponente           | Resultado | Posición         |
| ----------- | ------------- | -------------- | --------- | ---------------------- | --------- | ------------------- | --------- | ------------- | --------- | ------------------ | --------- | ---------------- |
| Femenino    |               |                |           |                        |           |                     |           |               |           |                    |           |                  |
| Tzu-Yun Wen | Kumite 55 kg. | # Emilie Thouy | 0:1       | # Tmeika Francis Knapp | 8:0       | # Dorota Banasczcyk | 4:0       | # Sara Cardin | 1:0       | # Valeria Kumizaki | 0:1       | Medalla de plata |

### Kayak polo
| Categoría      | Varonil |
| -------------- | --- |
| Plantel        | Teng Hui Huang Chin-Yen Hsu Wei Chen Hsaio Tung Yang Wu Yong Xu Li Shao Hung Chien Yen Yi Huang Tzu Hsing Chao |
| Fase de grupos | # 3:10 # 5:9 # 2:7 # 1:8 # 1:10 # 1:8                                                                          |
| Semifinal      | eliminados |
| Final          | eliminados |
| Posición       | 7 |

### Korfbal
| Categoría      | Mixto |
| -------------- | --- |
| Plantel        | Ya-Wen Lin Shu-Chi Chang Chou-Ying Li Shu-Ping Chu Cin Chen Szu-Yu Lin Ying-Yen Chuan Chun-Hsien Wu Nien-Hua Huang Shu-An Wu Chun-Ta Chen Chen-Yu Kao Tzu-Yao Huang Hsiang-Lin Chuang |
| Fase de grupos | # 22:14 # 23:16 # 29:16 |
| Semifinal      | # 22:18 |
| Final          | # 14:26 |
| Posición       | Medalla de plata |

### Levantamiento de potencia
| Varonil          |                  |       |       |       |       |        |                   |
| Tsung-Ting Hsieh | Peso Ligero      | 265.0 | 210.0 | 280.0 | 755.0 | 604.30 | 4                 |
| Yi-Chun Lin      | Peso Ligero      | 260.0 | 170.0 | 257.5 | 687.5 | 590.77 | 7                 |
| Femenil          |                  |       |       |       |       |        |                   |
| Wei-Ling Chen    | Peso Ligero      | 185.0 | 87.5  | 180.0 | 452.5 | 634.54 | Medalla de bronce |
| Hui-Chun Wu      | Peso Medio       | 205.0 | 145.0 | 202.5 | 552.5 | 624.55 | Medalla de bronce |
| Ya-Wen Chang     | Peso superpesado | 245.0 | 145.0 | 217.5 | 607.5 | 511.94 | 10                |

### Muay thai
| Varonil    |       |                    |                                                                 |           |           |           |           |           |           |           |
| Yu-Xi Chen | 54 kg | # Aslanbek Zikreev | 9:10 (interrumpido en el segundo asalto por clara superioridad) | Eliminado | Eliminado | Eliminado | Eliminado | Eliminado | Eliminado | Eliminado |

### Natación con aletas
| Atleta          | Categoría     | Final    | Final    | Posición |
| Atleta          | Categoría     | Tiempo   | Posición | Posición |
| --------------- | ------------- | -------- | -------- | -------- |
| Femenil         |               |          |          |          |
| Chiao Ying Chin | 50 m Bialetas | 21. 91 s | 5        | 5        |

### Orientación
| Femenil         |                 |                |    |
| Ting-Hsuan Wang | Sprint          | 19:37.60 min   | 37 |
| Ting-Hsuan Wang | Media distancia | 1:17:06.00 min | 38 |
| Varonil         |                 |                |    |
| Cheng-Hsun Liu  | Sprint          | 20:24.70 min   | 40 |
| Cheng-Hsun Liu  | Media distancia | 1:19:19.00 min | 39 |

### Patinaje artístico
| Atleta                          | Disciplina | Programa corto | Programa largo | Posición |
| ------------------------------- | ---------- | -------------- | -------------- | -------- |
| Parejas                         |            |                |                |          |
| Chia-Sheng Chien y Wen-Jen Tung | Parejas    | 59.100         | 252.600        | 6        |

### Patinaje sobre ruedas

#### Pista
| Atleta        | Categoría                      | Clasificación | Clasificación | Cuartos de final | Cuartos de final | Semifinal      | Semifinal      | Final                              | Final          | Posición          |
| Atleta        | Categoría                      | Tiempo        | Posición      | Tiempo           | Posición         | Tiempo         | Posición       | Tiempo/Puntos                      | Posición       | Posición          |
| ------------- | ------------------------------ | ------------- | ------------- | ---------------- | ---------------- | -------------- | -------------- | ---------------------------------- | -------------- | ----------------- |
| Femenil       |                                |               |               |                  |                  |                |                |                                    |                |                   |
| Meng-Chu Li   | 300 m Contrarreloj             | 27,132 s      | 9             | –                | –                | –              | –              | 27,213 s                           | 10             | 10                |
| Ho-Chen Yang  | 300 m Contrarreloj             | 26,922 s      | 5             | –                | –                | –              | –              | 27,137 s                           | 8              | 8                 |
| Meng-Chu Li   | 500 m Sprint                   | –             | –             | 45,851 s         | 3                | eliminada      | eliminada      | eliminada                          | eliminada      | eliminada         |
| Ho-Chen Yang  | 500 m Sprint                   | –             | –             | 45,116 s         | 2                | 45.391         | 2              | 44.443                             | 4              | 4                 |
| Meng-Chu Li   | 1000 m Sprint                  | –             | –             | 1:30,299 min     | 2                | 1:29,949 min   | 1              | 1:32,560 s                         | 6              | 6                 |
| Ho-Chen Yang  | 1000 m Sprint                  | –             | –             | No se presentó   | No se presentó   | No se presentó | No se presentó | No se presentó                     | No se presentó | No se presentó    |
| Meng-Chu Li   | Eliminación por puntos 10000 m | –             | –             | –                | –                | –              | –              | 4 puntos                           | 4              | 4                 |
| Ho-Chen Yang  | Eliminación por puntos 10000 m | –             | –             | –                | –                | –              | –              | 10 puntos                          | 3              | Medalla de bronce |
| Meng-Chu Li   | Eliminación 15000 m            | –             | –             | –                | –                | –              | –              | 26:29.267 min                      | 4              | 4                 |
| Ho-Chen Yang  | Eliminación 15000 m            | –             | –             | –                | –                | –              | –              | 26:37.820 min                      | 5              | 5                 |
| Varonil       |                                |               |               |                  |                  |                |                |                                    |                |                   |
| Mao-Chieh Kao | 300 m Contrarreloj             | 24,611 s      | 5             | –                | –                | –              | –              | 24.950 s                           | 7              | 7                 |
| Yu-Lin Huang  | 300 m Contrarreloj             | 24.981 s      | 7             | –                | –                | –              | –              | 25.030 s                           | 8              | 8                 |
| Mao-Chieh Kao | 500 m Sprint                   | –             | –             | 42,937 s         | 2                | 43,118 s       | 4              | eliminado                          | eliminado      | eliminado         |
| Yu-Lin Huang  | 500 m Sprint                   | –             | –             | 44,921 s         | 2                | 43,451 s       | 3              | eliminado                          | eliminado      | eliminado         |
| Mao-Chieh Kao | 1000 m Sprint                  | –             | –             | No inició        | No inició        | Eliminado      | Eliminado      | Eliminado                          | Eliminado      | Eliminado         |
| Yu-Lin Huang  | 1000 m Sprint                  | –             | –             | No terminó       | No terminó       | Eliminado      | Eliminado      | Eliminado                          | Eliminado      | Eliminado         |
| Yu-Lin Huang  | Carrera de puntos 10000 m      | –             | –             | –                | –                | –              | –              | relegado                           | 13             | 13                |
| Yu-Lin Huang  | Eliminación 15000 m            | –             | –             | –                | –                | –              | –              | 17:53.884 eliminado a los 11,200 m | 14             | 14                |

#### Calle
| Femenil        |                           |                |                |                |                |                |                |                                     |                |                  |                |                |
| Meng-Chu Li    | 200 m contrarreloj        | 19.904         | 16             | -              | -              | -              | -              | eliminada                           | eliminada      | eliminada        | eliminada      | eliminada      |
| Ying-Chu Chen  | 200 m contrarreloj        | 19.241         | 2              | -              | -              | -              | -              | 18.977                              | 2              | Medalla de plata |                |                |
| Ho-Chen Yang   | 500 m Sprint              | no se presentó | no se presentó | no se presentó | no se presentó | no se presentó | no se presentó | no se presentó                      | no se presentó | no se presentó   |                |                |
| Ying-Chu Chen  | 500 m Sprint              | 57,363 s       | 2              | 47.009         | 1              | 46.225         | 1              | 46.675                              | 2              | Medalla de plata |                |                |
| Meng-Chu Li    | 500 m Sprint              | 53,937 s       | 3              | eliminada      | eliminada      | eliminada      | eliminada      | eliminada                           | eliminada      | eliminada        | eliminada      | eliminada      |
| Ying-Chu Chen  | Carrera de puntos 10000 m | –              | –              | –              | –              | –              | –              | no se presentó                      | no se presentó | no se presentó   | no se presentó | no se presentó |
| Ho-Chen Yang   | Carrera de puntos 10000 m | –              | –              | –              | –              | –              | –              | 6 Puntos                            | 4              | 4                |                |                |
| Meng-Chu Li    | Carrera de puntos 10000 m | –              | –              | –              | –              | –              | –              | 0 Puntos                            | 15             | 15               |                |                |
| Ho-Chen Yang   | Eliminación 20,000 m      | –              | –              | –              | –              | –              | –              | 31:15.645 (relegada a los 18,846 m) | 6              | 6                |                |                |
| Meng-Chu Li    | Eliminación 20,000 m      | –              | –              | –              | –              | –              | –              | 33:04.575                           | 5              | 5                |                |                |
| Ying-Chu Chen  | Eliminación 20,000 m      | –              | –              | –              | –              | –              | –              | no se presentó                      | no se presentó | no se presentó   | no se presentó | no se presentó |
| Varonil        |                           |                |                |                |                |                |                |                                     |                |                  |                |                |
| Mao-Chieh Kao  | 200 m Contrarreloj        | 17,541 s       | 10             | –              | –              | –              | –              | 17.280                              | 6              | 6                |                |                |
| Yu-Lin Huang   | 200 m Contrarreloj        | 18,206 s       | 14             | –              | –              | –              | –              | eliminado                           | eliminado      | eliminado        |                |                |
| Mao-Chieh Kao  | 500 m Sprint              | 47,360 s       | 5              | eliminado      | eliminado      | eliminado      | eliminado      | eliminado                           | eliminado      | eliminado        |                |                |
| Yu-Lin Huang   | 500 m Sprint              | 44,921 s       | 2              | 43,451 s       | 3              | eliminado      | eliminado      | eliminado                           | eliminado      | eliminado        | eliminado      | eliminado      |
| Mao-Chieh Kao  | Carrera de puntos 10000 m | –              | –              | –              | –              | –              | –              | No se presentó                      | No se presentó | No se presentó   |                |                |
| Yan-Cheng Chen | Carrera de puntos 10000 m | –              | –              | –              | –              | –              | –              | 0 Puntos 13:47.409 m                | 11             | 11               |                |                |
| Yu-Lin Huang   | Eliminación 20000 m       | –              | –              | –              | –              | –              | –              | eliminado                           | eliminado      | eliminado        |                |                |
| Yan-Cheng Chen | Eliminación 20000 m       | –              | –              | –              | –              | –              | –              | eliminado                           | eliminado      | eliminado        |                |                |

### Sumo
| Femenil        |             |                    |            |           |           |           |           |           |           |           |           |           |           |           |           |           |           |           |
| Hui-Shan Hsiao | Peso ligero | Euscaris Pereira # | Yoritaoshi | eliminada | eliminada | eliminada | eliminada | eliminada | eliminada | eliminada | eliminada | eliminada | eliminada | eliminada | eliminada | eliminada | eliminada | eliminada |

| Femenil        |              |             |            |           |           |           |           |           |           |           |           |           |           |           |           |           |           |           |           |           |           |           |           |
| Hui-Shan Hsiao | Peso abierto | Asano Ota # | Oshitaoshi | Eliminada | Eliminada | Eliminada | Eliminada | Eliminada | Eliminada | Eliminada | Eliminada | Eliminada | Eliminada | Eliminada | Eliminada | Eliminada | Eliminada | Eliminada | Eliminada | Eliminada | Eliminada | Eliminada | Eliminada |

### Tiro con arco
| Femenil       |                      |     |   |               |         |           |           |           |           |           |           |           |           |           |           |
| Yi-Hsuan Chen | Compuesto individual | 694 | 9 | # Ilana Malan | 141:142 | Eliminado | Eliminado | Eliminado | Eliminado | Eliminado | Eliminado | Eliminado | Eliminado | Eliminado | Eliminado |